# Mata de Cañas (Orocovis)
Mata de Cañas es un barrio ubicado en el municipio de Orocovis en el estado libre asociado de Puerto Rico. En el Censo de 2010 tenía una población de 538 habitantes y una densidad poblacional de 129,34 personas por km².

## Geografía
Mata de Cañas se encuentra ubicado en las coordenadas 18°15′23″N 66°22′13″O / 18.25639, -66.37028. Según la Oficina del Censo de los Estados Unidos, Mata de Cañas tiene una superficie total de 4.16 km², que corresponden a tierra firme.

## Demografía
Según el censo de 2010, había 538 personas residiendo en Mata de Cañas. La densidad de población era de 129,34 hab./km². De los 538 habitantes, Mata de Cañas estaba compuesto por el 80.48% blancos, el 7.25% eran afroamericanos, el 10.97% eran de otras razas y el 1.3% pertenecían a dos o más razas. Del total de la población el 99.81% eran hispanos o latinos de cualquier raza.